# Tetilla euplocamus
Tetilla euplocamus är en svampdjursart som beskrevs av Schmidt 1868. Tetilla euplocamus ingår i släktet Tetilla och familjen Tetillidae.
Artens utbredningsområde är havet utanför Brasilien. Inga underarter finns listade i Catalogue of Life.